# Theóphilos Kaíris
Vous lisez un « article de qualité » labellisé en 2008.
Theóphilos Kaíris (ou Kaíres) (né le 19 octobre 1784 à Andros, mort le 9 ou 13 janvier 1853 à Syros, en grec moderne : Θεόφιλος Καΐρης ; son prénom de baptême était Thomas) fut un enseignant, prêtre, érudit, philosophe et révolutionnaire grec.
Après des études de philosophie et de sciences en Asie mineure, Italie et France, il entra dans le clergé orthodoxe et commença sa carrière d'enseignant dans l'institution où il avait entamé ses études. Il participa activement à la guerre d'indépendance dans la région de l'Olympe et fut gravement blessé. Enseignant réputé, il fonda une institution scolaire de renom autour de son orphelinat pour les enfants des combattants de la guerre d'indépendance et développa l'enseignement des sciences modernes en Grèce. Il fut aussi un ardent propagateur des idées politiques nouvelles liées à la philosophie des Lumières et se heurta de fait au régime d'Othon de Bavière dans les années 1830. Il fut le fondateur de la théosébie (une forme de déisme proche de la théophilanthropie de la Révolution française) et fut excommunié par l'Église orthodoxe de Grèce. Il fut assigné à résidence puis s'exila avant de revenir pour un second procès intenté par l'Église orthodoxe. Il mourut peu avant sa réhabilitation par l'Aréopage, la plus haute juridiction grecque.

## Famille
Thomas Kaíris appartenait à une famille aisée de Messaria, un village d'Andros, une île du nord des Cyclades. Son père, Nicolas Kaíris, comptait parmi les notables de l'île. Sa mère, Assimina Kampanakis, avait un frère, Sofronios Kampanakis, archimandrite à Kydonies (sur la côte d'Asie mineure près de Pergame).
Thomas était leur cinquième enfant. Ses deux frères aînés devinrent, comme lui, ecclésiastiques. Eugénios fut archimandrite pour les communautés grecques de Livourne puis Trieste en Italie. Ioasaph resta toute sa vie avec son jeune frère Thomas, devenu Theóphilos. Concernant ses deux sœurs aînées Maria et Laskaró, les seules informations dont on dispose sont qu'elles se sont mariées et ont vécu la vie des femmes grecques du début du XIXe siècle. Sa sœur Evanthía avait un an de moins que lui, ne se maria pas et vécut toute sa vie à ses côtés. Elle fut elle aussi une importante érudite grecque et se fit remarquer par sa piété. Elle est parfois considérée comme « la fille spirituelle de son frère ». Il éleva quasiment son (demi ?) frère de dix-neuf ans son cadet, Dimitrios. Celui-ci lui resta aussi attaché et utilisa la fortune qu'il avait gagnée dans le commerce pour l'aider.

## Formation et début de carrière

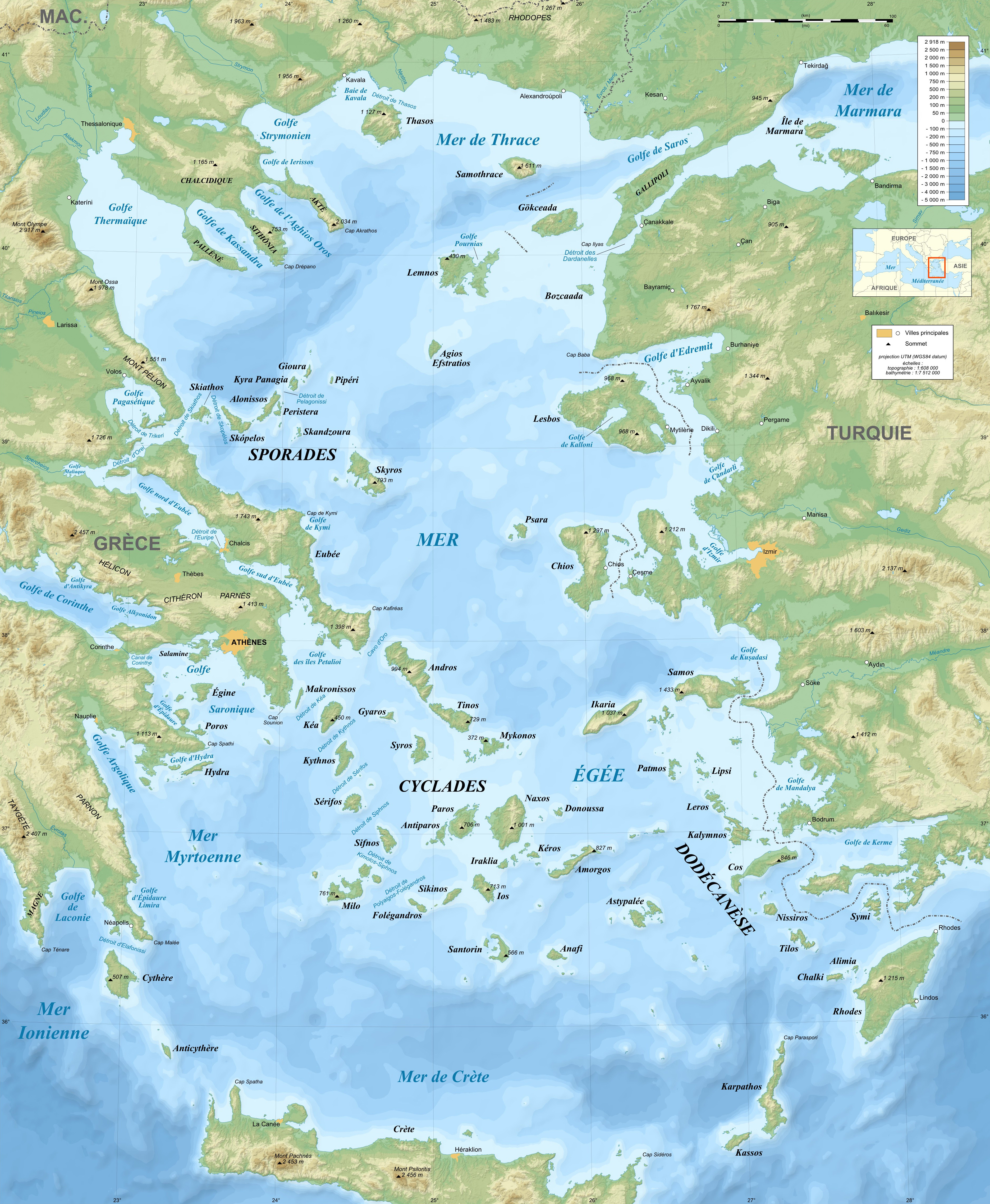
Carte de la mer Égée, avec les principaux lieux de la région concernant Theóphilos Kaíris.

### Études
Durant l'époque ottomane, l'éducation dépendait en grande partie de l'Église orthodoxe. Au XVIe siècle, de nombreuses écoles furent créées dans l'ensemble du monde grec à l'initiative de Patriarches comme Jérémie II ou Cyrille Loukaris. En 1593, un Synode décida de promouvoir l'éducation des « Chrétiens asservis » et d'intensifier les créations, ainsi que d'encourager les « petits établissements paroissiaux d'enseignement » qui assuraient l'apprentissage de la lecture, de l'écriture et des textes saints. À partir du XVIIIe siècle, la classe bourgeoise locale contribua financièrement à la création d'écoles qui devinrent très vite des écoles secondaires où on enseignait la philosophie et les sciences. Thomas Kaíris profita de ce système éducatif.

#### École élémentaire
Thomas Kaíris commença son éducation de base sur Andros, avec le diacre Jacob. Il était élève dans une école qui avait été créée très récemment par l'archevêque de l'île Dionysos Kaíris (il ne semble pas y avoir de liens de parenté ; Kaíris est un nom assez répandu sur l'île). Il y apprit à lire, à écrire et à compter. Il fut aussi initié au grec ancien et à sa grammaire, ainsi qu'à la langue grecque épurée, ancêtre de la katharévousa qui commençait à être utilisée dans les écoles. Il se fit très vite remarquer par ses très grandes capacités intellectuelles, ainsi que par sa mémoire phénoménale.

#### Enseignement secondaire
Il aurait perdu son père alors qu'il avait huit ans. Il fut alors envoyé en 1792 à Kydonies, où son oncle Sofronios Kampanakis était archimandrite, pour suivre les cours de l'école de la Vierge Marie des Orphelins, dite aussi école d'Œconomou (du nom de son directeur).
Il aurait aussi suivi les cours de grands érudits grecs du temps : le grammairien Daniel Kéramefs sur Patmos puis Athanassios Parios (un philosophe hostile aux idées nouvelles en philosophie) et Dorotheos Proios (théologien formé dans les universités occidentales et marqué par le rationalisme) sur Chios,.
En 1800, il serait revenu à Kydonies avec toute sa famille pour étudier au « lycée » de la ville. Cet établissement était en fait celui d'Œconomou remanié après la mort de son directeur. Il comptait alors soixante-dix classes, un amphithéâtre et une bibliothèque. Il fut alors aussi rebaptisé « Académie de philosophie de Kydonies ». Là, Thomas Kaíris étudia la philologie et la philosophie avec Grigorios Sarafis et les sciences modernes (mathématiques, sciences naturelles) avec Benjamin de Lesbos (1762-1824). Celui-ci lui présenta son interprétation, une interprétation « grecque » des sciences naturelles, reposant sur une utilisation des sentiments autant que des sens pour interpréter les forces naturelles. Benjamin de Lesbos avait réussi à faire de l'académie qu'il dirigeait une des écoles scientifiques les plus réputées du monde grec.
Ce fut alors que Kaíris connut une importante crise mystique, de doute, concernant les dogmes religieux. Son éducation fut, pour lui, incapable de répondre à ses interrogations. Il connut un soulagement temporaire lorsque, vers quinze ans, il aurait cru lire, dans le ciel étoilé, « Vénère Dieu, aime Dieu » en lettres d'or. En 1801 ou 1802, Kaíris, malgré ses doutes, fut ordonné diacre de l'Église orthodoxe et abandonna son prénom Thomas pour Theóphilos. Entrer dans les ordres était alors le seul moyen pour un élève doué d'avoir accès à l'enseignement supérieur. En effet, l'Empire ottoman avait alors laissé à l'Église le soin d'éduquer les populations grecques.

#### Université en Occident

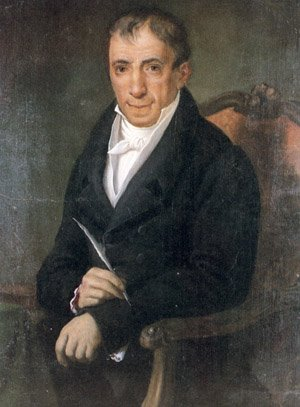
Adamántios Koraïs.

En 1803, il partit, avec Benjamin de Lesbos, poursuivre ses études en Europe occidentale. Ce séjour fut financé par son oncle Sofronios Kampanakis et quelques riches bourgeois kydoniates (nom des habitants de Kydonies).
Il aurait rencontré Johann Heinrich Pestalozzi en Suisse, peut-être lors de son voyage aller, ou avant son retour, sur les conseils d'Adamántios Koraïs. Les idées de ce pédagogue influencèrent plus tard l'enseignement de Kaíris.
À Pise (1803-1807), il étudia principalement les sciences physiques et les mathématiques. Il suivit aussi des cours de philosophie et les cours de physiologie dispensés aux étudiants en médecine sans que la médecine en elle-même ne l'intéressât. Il semble que son aspiration intellectuelle ait été alors la recherche de la vérité scientifique qui aurait pu répondre à ses doutes spirituels. Il interrogea aussi, malgré les oppositions très fortes entre les deux branches du christianisme, les docteurs du catholicisme afin d'avoir leur opinion. Ce fut à Pise qu'il rencontra Ioannis Kolettis, futur premier ministre de Grèce, avec qui il se lia d'amitié.
Il se rendit ensuite à Paris (1807-1810/1811). Il s'y familiarisa avec la philosophie des Lumières, principalement celle de Rousseau, et avec la pensée matérialiste. Il fut très intéressé par le déisme dans lequel il vit un moyen de concilier la raison et la foi chrétienne, en fait, une réponse à ses interrogations mystiques.
Il suivit les « Conférences » de Mgr Frayssinous à Saint-Sulpice qui y exposait des « raisons de croire » avec la démonstration de grandes vérités métaphysiques et morales, plus que religieuses. Mgr Frayssinous le convainquit (à nouveau ?) de l'existence de Dieu, l'immortalité de l'âme et la nécessité d'une vie morale conforme aux volontés divines.
Il fut aussi très influencé par la pensée idéaliste du philosophe allemand Schelling. À Paris après 1807, il continua son apprentissage intellectuel en côtoyant Adamántios Koraïs. Originaire de Smyrne, Koraïs avait fait ses études de médecine à Montpellier et s'était installé à Paris en 1788. Il s'y consacrait à la traduction en français des auteurs grecs antiques et surtout à la création d'une langue littéraire pour la Grèce dont il souhaitait l'indépendance. Il œuvrait donc aussi pour sa renaissance intellectuelle. Koraïs encouragea Kaíris à faire évoluer l'enseignement en Grèce et transformer sa vieille école à Kydonies en un véritable collège moderne à l'européenne. Il fut rejoint à Paris par sa sœur Evanthía qui venait aussi y étudier et qui fréquenta aussi le cercle intellectuel grec autour de Koraïs.

### Débuts en tant qu'enseignant

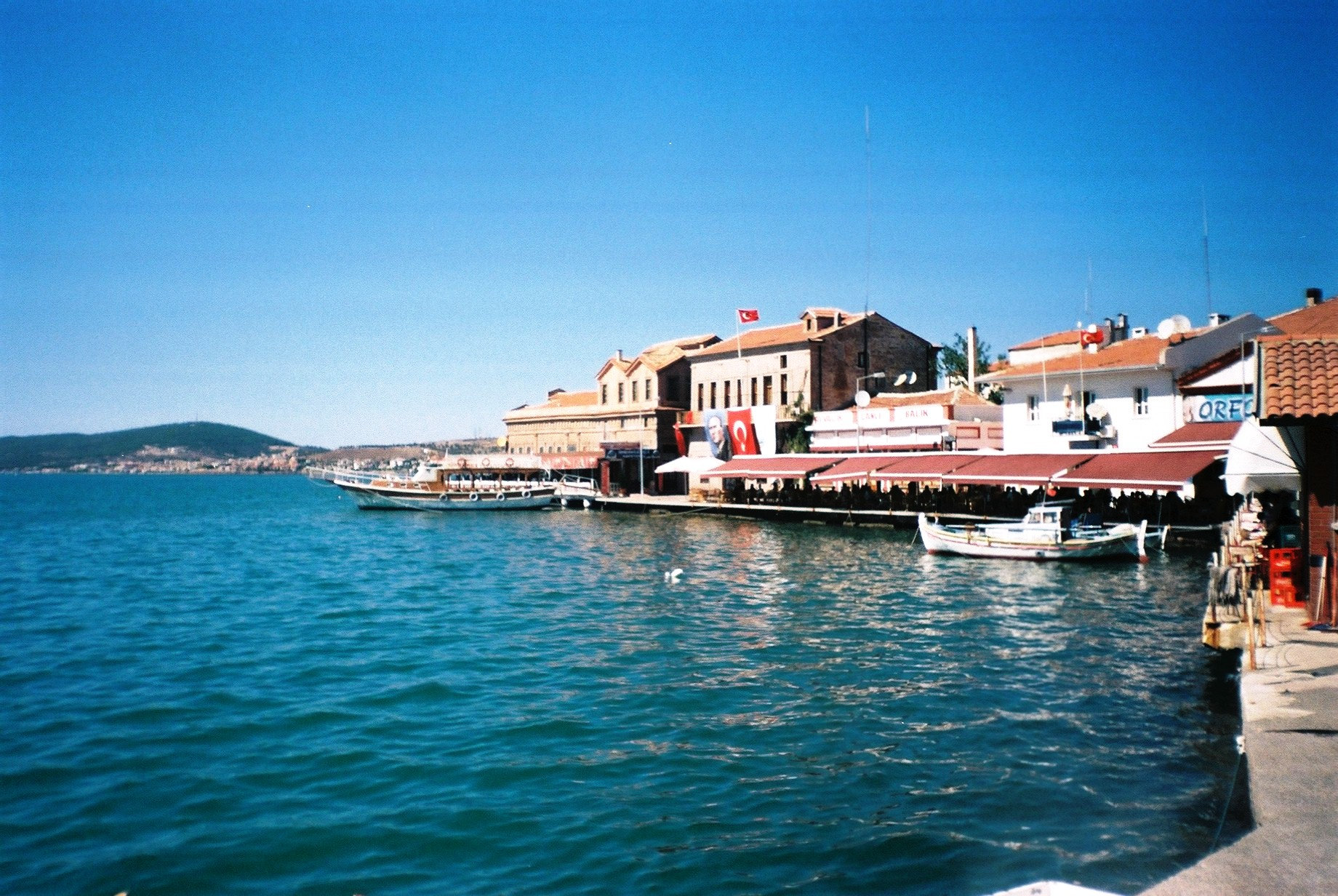
Le bord de mer à Kydonies.

Il revint en Asie mineure vers 1810. En 1811, il était enseignant à l'école évangélique de Smyrne, mais il dut partir à cause de divergences de vues avec la direction,.
Le 15 juin 1812, il reçut une lettre signée par trente-neuf notables d'Andros, son île natale, qui l'invitait à venir y enseigner la philosophie dans une école qu'ils projetaient de construire. Mais, en septembre, l'Académie de Kydonies lui proposa de rejoindre son corps professoral, ainsi que d'en prendre la direction à la place de Benjamin de Lesbos. Celui-ci avait été démis de ses fonctions par la hiérarchie orthodoxe. Il lui était reproché d'avoir introduit de « dangereuses innovations » dans l'enseignement, et surtout de nier l'incarnation divine. Kaíris dut se rendre à Constantinople et témoigner devant le Patriarche œcuménique de la pureté de sa foi. Si Kaíris accepta le poste à Kydonies, il réussit cependant à convaincre les habitants d'Andros de construire l'école prévue, car l'île en avait besoin. Elle vit le jour à Kato-Kastro (Chora),.
À partir de 1814, à l'Académie de Kydonies, Kaíris enseignait de très nombreuses matières scientifiques : mathématiques (géométrie analytique et calcul différentiel et intégral) ; mécanique théorique ; physique ; chimie théorique et expérimentale ; astronomie ; géographie ; météorologie et biologie. La qualité de son enseignement attira rapidement des élèves venus de tout le monde grec. Ses cours étaient toujours fondés sur les résultats des recherches les plus récentes. Il essayait aussi d'émettre des hypothèses sur les causes des phénomènes observés, aussi bien en chimie qu'en astronomie. Kaíris était un membre du clergé, pourtant le contenu de son enseignement allait à l'encontre de la plupart des dogmes de l'Église orthodoxe. Il enseignait par exemple l'héliocentrisme alors que seul le géocentrisme était accepté et acceptable. Il envisageait la vie sur d'autres planètes ou considérait la matière en termes d'atomes et de molécules. Il avait totalement assimilé les idées libérales des Lumières. En fait, il envisageait son enseignement ainsi que la façon dont il avait organisé le cursus de l'Académie qu'il dirigeait comme un moyen de faire pénétrer ces idées nouvelles en Grèce.
Il fit venir des instruments scientifiques d'Occident ; il augmenta la bibliothèque grâce à des dons des habitants de la ville et il créa une imprimerie pour éditer textes anciens et traductions à destination de ses élèves. Il cherchait en effet aussi, à côté de son enseignement scientifique à « ressusciter l'antiquité ». Il partageait l'opinion de Koraïs, et de nombreux philhellènes, quant à la nécessité de donner à la Grèce régénérée une langue régénérée, le plus proche possible de celle des auteurs classiques. Lorsque Firmin-Didot séjourna chez Theóphilos Kaíris en 1816, il l'encouragea dans cette voie. Il insista même pour que les enseignants et les élèves de l'Académie abandonnent le démotique (la « langue vulgaire ») dans leurs conversations de tous les jours et n'utilisent que la langue classique. Un décret fut alors pris par l'ensemble de l'institution : tous changèrent leur prénom pour un prénom antique et ils rejetèrent « la langue vulgaire tout à fait indigne d'eux, descendants des anciens Hellènes ».
Il resta à son poste jusqu'au début de la guerre d'indépendance. Son Académie continua, elle, à fonctionner jusqu'au massacre de la population de Kydonies par les Ottomans le 2 juin 1821. Les cours de l'Académie, mais sans Theóphilos Kaíris se poursuivirent sur Psara où s'étaient réfugiés les survivants, au moins jusqu'au massacre de Psara en juin 1824. Kaíris, lui, était de plus en plus impliqué dans la guerre d'indépendance.
Il connaissait de nombreuses langues : grec ancien, latin, italien, français, allemand et anglais. Kaíris s'intéressa aussi à l'archéologie, faisant quelques découvertes sur son île natale dont il catalogua aussi la flore et ses vertus thérapeutiques.

## Guerre d'indépendance
L'intérêt de Theóphilos Kaíris pour la renaissance intellectuelle de la Grèce le porta aussi à rechercher son indépendance. À la fin des années 1810, alors qu'il s'interrogeait quant à la meilleure façon d'œuvrer pour « la délivrance de [sa] patrie », il lut, pour la seconde fois dans le ciel étoilé, outre « Vénère Dieu », les mots « Aime ton pays et sacrifie-toi pour lui ».

### Au service de la propagande nationale

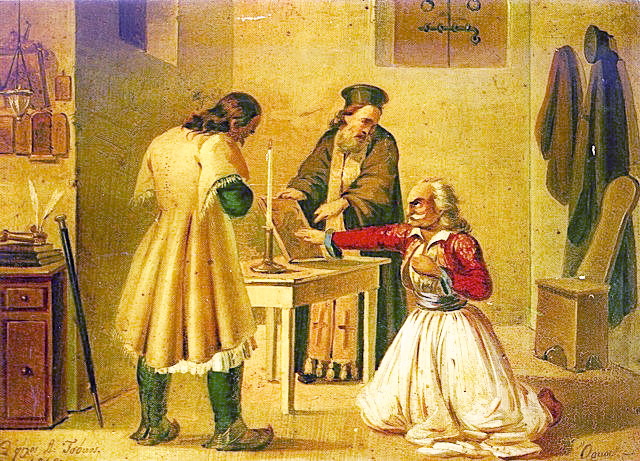
Le Serment (Dionysos Tsokos, 1849) illustre une cérémonie d'initiation.

Il fut initié dans la Filikí Etería en 1819. Cette société secrète, appelée aussi Hétairie, avait été créée en 1814 à Odessa. Son but était l'indépendance de la Grèce soumise à l'occupation ottomane. Elle joua un rôle fondamental dans la préparation et le déroulement de la guerre d'indépendance grecque. Ce fut à son initiative que le soulèvement se déclencha dans les provinces danubiennes et dans le Péloponnèse en 1821. Un des membres les plus haut placés de l'Hétairie, Aristide Papas, serait spécialement venu à Kydonies pour l'initier. Il semble qu'il y ait eu un grade élevé, voire qu'il ait été membre du Directoire invisible qui dirigeait l'organisation.
Theóphilos Kaíris fut chargé de déclencher la lutte pour l'indépendance dans son île, importante stratégiquement et militairement. Les grandes familles féodales, les tzakia, qui s'étaient partagé l'île à l'époque du Duché de Naxos avaient conservé leur puissance lors de la domination ottomane. Leur pouvoir se faisait sentir très durement sur leurs serfs. Au milieu du XVIIIe siècle, une partie de cette population paysanne se tourna vers la mer pour échapper à la domination féodale. L'île devint une île d'armateurs qui profita elle aussi, bien que dans une moindre mesure comparé à Hydra ou Spetses, du traité de Kutchuk-Kaïnardji (1774). Elle constituait aussi un verrou maritime, au centre de l'Égée.
Le 10 mai 1821, il fit un discours enflammé devant l'église d'Aghios Giorgios, entraînant la population dans l'insurrection. Il sut aussi convaincre les armateurs de l'île de contribuer avec leurs fonds et leurs navires à la cause grecque. Il fit aussi des prêches enflammés sur Hydra et Psara (par deux fois sur cette île où étaient réfugiés des Kydoniates : juste au début de l'insurrection dans l'église Saint Nicolas, puis à l'occasion de la mort de Lord Byron). Partout, il encourageait à l'insurrection au nom de Dieu, promettant Son appui irrésistible à tous ceux qui prendraient les armes pour « la cause deux fois sainte de la patrie et de la foi des pères, la vraie foi ». Il semblerait qu'il ait alors dissimulé les doutes religieux qui le taraudaient ainsi que son évolution spirituelle vers une forme de déisme. Il fit passer la cause de l'indépendance avant tout.

### Participation aux combats

Le Serment à Aghia Lavra.
Ce tableau de Theodoros P. Vryzakis (1865) commémore le soulèvement du 25 mars 1821. huile sur toile, Pinacothèque nationale d'Athènes, Athènes.

La guerre d’indépendance grecque fut une guerre de libération contre l’occupation ottomane. Les affrontements principaux eurent surtout lieu dans le Péloponnèse. Le signal de l'insurrection avait été donné en 1820 par la rébellion contre le Sultan Mahmoud II d'Ali Pacha de Janina, le gouverneur ottoman de la région de l'Épire, qui cherchait à assurer définitivement l’indépendance de ses possessions. Le gouvernement ottoman avait dû mobiliser toute une armée autour de Ioannina. Pour les patriotes grecs organisés dans la Philiki Etairia et qui préparaient le soulèvement national depuis la fin du XVIIIe siècle, cette rébellion rendait le moment favorable. Il y avait potentiellement moins de soldats ottomans disponibles pour réprimer leur soulèvement. L’insurrection fut déclenchée dans le Péloponnèse. Elle commença en mars 1821 sous la double impulsion de Theodoros Kolokotronis, un des chefs de l’insurrection, et de l’archevêque de Patras, Germanos, qui proclama la guerre de libération nationale le 25 mars. Au même moment, Alexandre Ypsilántis pénétrait en Moldavie et Valachie, second foyer prévu pour l'insurrection, à la tête d'une troupe composée de membres de la Philiki Etairia installés en Russie. L'Empire ottoman réduisit l'insurrection dans les provinces danubiennes en neuf mois. Les Grecs triomphèrent dans le Péloponnèse. Pratiquement toutes les places fortes ottomanes, comme celle de Tripolizza furent conquises. Leurs navires avaient aussi la maîtrise des mers. Les contre-attaques depuis Constantinople ne pouvaient passer que par la Macédoine et la Thessalie.
Abdoulaboud Pacha qui gouvernait Thessalonique reçut pour mission de pacifier la région. Il massacra les insurgés de Chalcidique, principalement dans la presqu'île de Cassandra avant de réduire à l'obéissance les moines du Mont Athos en décembre 1821. Les armatoles de la région de l'Olympe s'étaient soulevés trop tardivement, ce qui avait laissé au pacha le temps de réprimer l'insurrection en Chalcidique ; ils avaient envoyé des émissaires à Dimitrios Ypsilantis pour demander de l'aide et des canons. Ce dernier désigna son second, Gregorios Salas, pour diriger les opérations de secours en Thessalie. Afin de faire monter les canons prévus, Salas se rendit avec le philhellène Maxime Raybaud dans les Cyclades où se trouvaient les ouvriers capables de cette tâche. Salas perdit plusieurs mois en inactivité, et fut abandonné de la plupart de ses officiers et de ses soldats pour cette raison. Son expédition, à laquelle s'était jointe Kaíris, arriva trop tard pour aider les insurgés du sud de la Macédoine. Aboulaboud pacha avait reconquis la région et attaqué Náoussa le 23 avril 1822 (grégorien). La troupe de Salas et Kaíris comptait quelques pallikares grecs et des philhellènes ainsi que quatre canons. Elle débarqua sur la côte de Thessalie le 3 avril 1822. Elle ne put rien pour Náoussa. Elle dut ensuite affronter les troupes ottomanes supérieures en nombre et mieux organisées et dut se replier à travers les montagnes vers le sud. Kaíris fut très gravement blessé à la jambe. Il ne se remit jamais totalement de cette blessure et sa santé fut fragile jusqu'à la fin de sa vie. Il mena cependant la retraite jusqu'à Corinthe où il se fit soigner, et se reposa sur son île natale. Remis, il organisa un bataillon parmi les réfugiés de la destruction de Kydonies et les mena au combat.

### Rôle politique et constitutionnel
Il fut le représentant d'Andros aux diverses Assemblées nationales grecques qui tentaient de définir une constitution et un mode de fonctionnement pour la Grèce indépendante. Absent de celle d'Épidaure (1821-1822), il fut présent à Astros (1823) et Trézène (1827). Cette dernière vota une constitution instituant la séparation des pouvoirs et la souveraineté populaire. Afin de limiter les dissensions (nombreuses jusque-là) dans les gouvernements collégiaux, le poste de Gouverneur de la Grèce (Κυβερνήτης) fut créé et confié le 3 avril 1827 à Ioánnis Kapodístrias. Kaíris fut aussi de toutes celles réunies sous Kapodístrias (Argos (1829)) dont pourtant les ecclésiastiques étaient exclus.
Il travailla sans relâche pour tenter d'imposer les idées des Lumières et du libéralisme français dans la constitution de la République grecque. Il insistait sur l'établissement et le respect d'une constitution ; sur la foi, l'éducation et la liberté. Il fut choisi pour prononcer le discours qui accueillit le κυβερνήτης (gouverneur) Ioánnis Kapodístrias à son arrivée en Grèce, le 12 janvier 1828, dans l'église de la Panaghia d'Égine,.

## La période othonienne
Après leurs premières victoires, les Grecs subirent des revers principalement contre Ibrahim Pacha que le Sultan avait appelé à son aide. Le Péloponnèse fut reconquis par les forces ottomanes. Le verrou de Missolonghi tomba et Athènes fut assiégée. Un fort courant d’opinion philhellène se développa en Occident. Il fut alors décidé d’intervenir en faveur de la Grèce, berceau de la civilisation, avant-garde chrétienne en Orient et dont la position stratégique était évidente. Par le traité de Londres de juillet 1827, la France, la Russie et le Royaume-Uni reconnurent l’autonomie de la Grèce qui resterait vassale de l’Empire ottoman. Les trois puissances se mirent d’accord pour une intervention limitée afin de convaincre la Porte d’accepter les termes du traité. Une expédition navale de démonstration fut suggérée et adoptée. Une flotte conjointe russe, française et britannique fut envoyée pour exercer une pression diplomatique sur Constantinople. La bataille de Navarin, livrée à la suite d'une rencontre de hasard, entraîna la destruction de la flotte turco-égyptienne. Ensuite, une expédition française fut envoyée dans le Péloponnèse pour obliger Ibrahim Pacha à évacuer.
Les « Puissances protectrices » (France, Russie, Grande-Bretagne) qui venaient de décider du sort du pays imposèrent ensuite un régime politique qui leur convenaient. Après l'assassinat de Kapodistrias, une monarchie fut mise en place à leur initiative (Protocole de Londres de 1830). Elles choisirent aussi un souverain, le fils de Louis Ier de Bavière.

### Difficultés avec le pouvoir politique
À la fin du conflit, Theóphilos Kaíris ne trouva pas sa place dans la Grèce d'Othon et son système politique mis en place par les « Puissances protectrices », une monarchie héréditaire et absolue de droit divin dans les faits. Il continua à répandre les idées des Lumières. Il se trouva donc en conflit avec le roi et l'Église de Grèce devenue autocéphale.
Theóphilos Kaíris considérait que le roi n'était qu'un pion dans le jeu des Puissances protectrices. Il avait, quant à lui, une vision bien précise de la Grèce indépendante. Il l'imaginait avec une constitution, qu'Othon refusa d'accorder jusqu'au coup d'État du 3 septembre 1843. Il l'imaginait avec une séparation de l'Église et de l'État, comme aux États-Unis. Il imaginait aussi, comme Rigas, une forme d'États-Unis des Balkans cosmopolites et multiculturels. Fidèle à ses idées libérales, il refusa tous les honneurs qui lui furent conférés. Il refusa la Croix d'Or (Χρυσούς Σταυρός) de l’ordre du Sauveur en 1835. En 1837, il refusa la chaire de philosophie dans la toute nouvelle Université d’Athènes,.

### L'Orphanotropheio

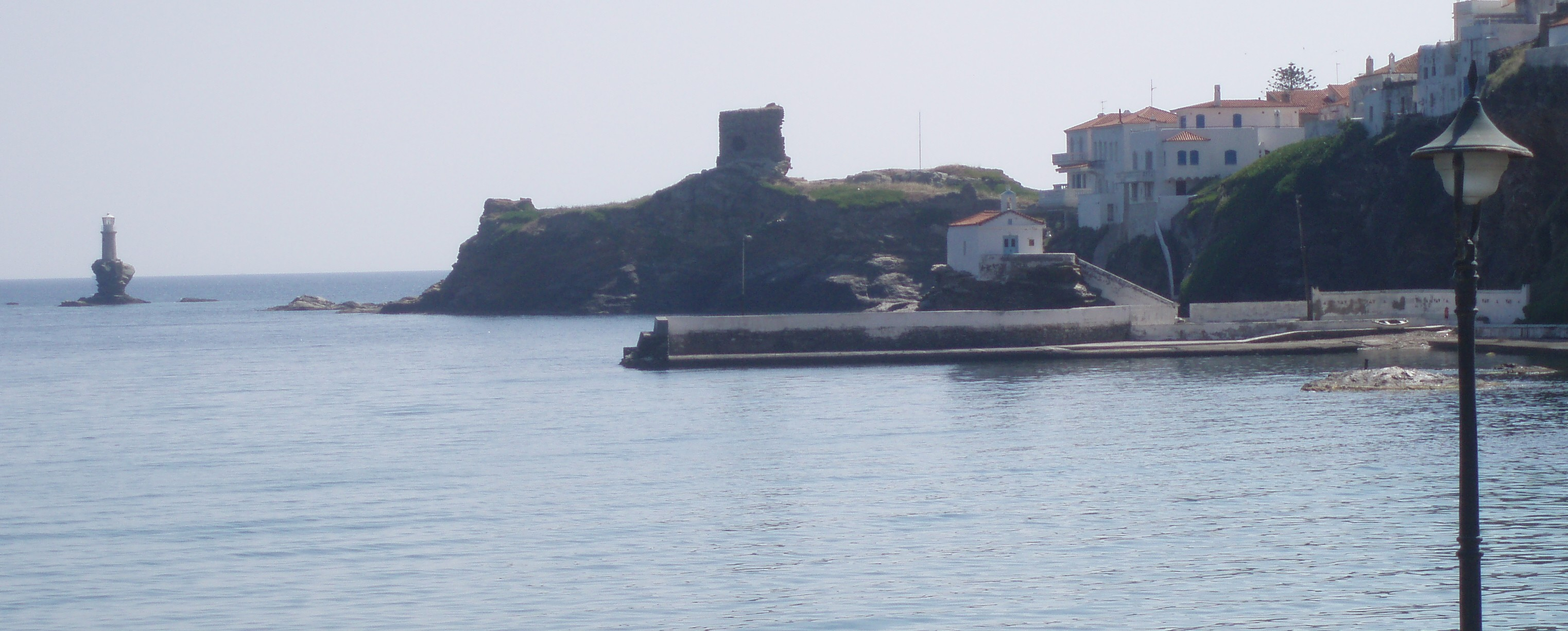
Vue de Chora (ville principale) d'Andros

En 1833, cependant, Theóphilos Kaíris fut ordonné prêtre. Il semble étonnant, en raison de ses positions politiques et religieuses qu'il soit resté membre du clergé orthodoxe, et même qu'il ait continué à en gravir les échelons. Il s'en expliqua à ses disciples théosébistes. Il espérait qu'en restant ecclésiastique, il permettrait au Saint-Esprit de venir le visiter plus facilement. Il confessa que ce fut un échec. Il désirait aussi rester dans les ordres et monter dans la hiérarchie afin de permettre à d'autres, qui comme lui auraient des doutes à propos du christianisme, de venir le consulter plus facilement. Il considérait qu'ils s'ouvriraient plus facilement à un ecclésiastique de haut rang.
La guerre d'indépendance avait fait de nombreux orphelins. Theóphilos Kaíris en réunit une partie dès 1826 sur Andros. À partir de 1830, il parcourut l'Europe occidentale pour démarcher les communautés grecques de la diaspora en vue de financer son initiative pédagogique et caritative de l’Orphanotropheio (orphelinat). Il réussit à l'établir en septembre 1835, sur son île natale, Andros. Il en assura la direction jusqu'à son procès en 1839. Cette école progressiste qui s'inspirait du fonctionnement occidental accueillait d'abord les orphelins des combattants de la guerre d'indépendance mais aussi d'autres enfants. L'Orphanotropheio qui la première année avait accueilli trente orphelins comptait en janvier 1836 plus de six cents élèves. À la fin des années 1830, il y en aurait même eu jusqu'à huit cents. L'internat était totalement gratuit, mais les parents qui le pouvaient payaient les frais. Kaíris y enseignait personnellement la physique, les mathématiques, l'astronomie et la philosophie. Il lui fut reproché plus tard d'enseigner la théosébie lors de ces cours. Des cours de matières « modernes » étaient proposés : agriculture, navigation, comptabilité, mathématiques appliquées, sciences naturelles, mathématiques avancées, astrologie, étude comparée des religions. Les cours théoriques étaient accompagnés à chaque fois que c'était possible par des expériences pratiques,. Des fontaines et des moulins à vent horizontaux auraient été construits sur l'île par ses élèves dans le cadre de ce type de « travaux pratiques ».
L’Orphanotropheio accueillit des enfants et des adolescents, mais aussi des hommes plus âgés, laïcs et prêtres attirés par la réputation du maître. Il est parfois considéré comme la première véritable université en Grèce. Le financement important lui permit d'acquérir de nombreux instruments scientifiques et de disposer par exemple du premier télescope de la Grèce contemporaine.
L'institution reçut aussi des élèves venus de tous les Balkans : Grecs, Turcs et Bulgares ; de toutes les religions : orthodoxes, mulsulmans et catholiques. Elle forma un grand nombre de personnalités importantes de la fin du XIXe siècle comme Theódoros Deligiánnis.
Cependant, Theóphilos Kaíris fit en sorte d'être le seul véritable professeur. Il concevait le cursus comme un tout avec une progression. Aussi, il désirait le contrôler de bout en bout. Il ne voulait pas que les élèves ayant parcouru les premiers échelons avec un autre que lui ne soient pas capables de suivre son enseignement. Comme il ne pouvait tout assurer, il délégua, sur le modèle des public schools britanniques, une partie de l'encadrement des plus jeunes à ses élèves les plus avancés. Il écrivait lui-même les manuels scolaires, de la grammaire à la philosophie. Il enseignait de 8h à 12h puis de 14h à 19h. Il surveillait la distribution des repas qu'il prenait avec ses élèves. Il surveillait l'étude jusqu'à 21h. Les dimanche et jours de fête, il célébrait la messe. Il semble bien qu'il ait eu le souci de « préparer » ses élèves à son enseignement spirituel, celui de la théosébie.
Malgré les difficultés politiques et religieuses rencontrées par Theóphilos Kaíris au début des années 1840, son institution scolaire ne fut jamais remise en cause par le gouvernement ou par l'Église orthodoxe. En 1837, le gouvernement considéra même qu'elle répondait amplement aux besoins d'Andros et l'école financée par l'État fut déplacée sur l'île de Paros.

## La théosébie

### La remise en cause du dogme chrétien
Theóphilos Kaíris écrivit dans ses « aveux » au Saint-Synode que dès son enfance, il avait eu des doutes concernant les dogmes chrétiens (Trinité, Incarnation et Transsubstantiation) et les sacrements. Il connut une grave crise mystique durant son adolescence alors qu'il était au collège à Kydonies. Ces doutes, qui lui posaient de sérieux problèmes, ne remettaient pas en cause sa spiritualité :

« Dans ce désarroi, je courrais le danger de rester sans religion, mais ne pouvant supporter cet état bestial, je décidai d'attendre jusqu'à ce que je puisse me tirer d'embarras, car, si je continuais à douter et à me poser des questions troublantes, je ressemblerais à un homme tombé dans un gouffre, et qui, alors qu'il fait des efforts désespérés pour en sortir, s'enfonce de plus en plus dans le chaos, à mesure que cèdent les appuis fragiles où il pose les pieds. »

En fait, il ne voulait pas rester sans religion et sans Dieu. Il désirait juste avoir le vrai Dieu, quitte à ce qu'il se le donnât lui-même. Il aurait alors, vers quinze ans, cru lire, dans le ciel étoilé, « Vénère Dieu, aime Dieu » en lettres d'or. S'il n'avait pas encore la réponse quant à ce qui constituait le vrai Dieu, cette révélation mystique le soulagea.
Il refusait le concept de Trinité et l'origine divine du Christ qu'il considérait comme « un simple moraliste parmi les Hébreux. » Il considérait que les dogmes chrétiens et les Écritures n'étaient que des mythes inventés par des gens ignorants. Il acceptait par contre l'existence d'un Dieu unique créateur de l'univers et dispensant Sa providence, ainsi qu'à l'immortalité de l'âme. Il considérait que l'homme, grâce à la Raison était capable d'appréhender et comprendre l'intégralité de la nature divine. Il disait qu'en menant une vie morale, l'homme pouvait atteindre l'éternelle béatitude. Sa fréquentation des « Conférences » de Mgr Frayssinous à Saint-Sulpice, voire de l'évêque lui-même au cours d'entretiens particuliers, lors de son séjour à Paris lui avait fait accepter ces idées. Il écrivit que les accepter lui apportait une paix intérieure et le bonheur, tandis que la « non-acceptation », ou le doute le remplissait de « l'éternelle détresse de l'assoiffé d'amour qui n'a rien à aimer ». Il s'abandonna alors à la « piété » (Θεοσέβεια théosébie), à l'adoration du Créateur.
Il insistait sur cet impératif : « Respecte Dieu », d'où le nom de son mouvement religieux : la théosébie qu'il définissait comme un contact éminemment personnel entre Dieu et l'homme dans le cadre d'une médiation sacrée.

### Une nouvelle religion déiste
La théosébie semble être en partie inspirée de la Théophilanthropie de la Révolution française et du protestantisme radical. Pour certains spécialistes de Kaíris, comme Roxane Argiropoulos, la théosébie serait une réactualisation de la pensée philosophique antique qui permettait aux érudits grecs du début du XIXe siècle de concilier leurs sentiments religieux avec le raisonnement rationnel et scientifique. Le mot « théosébie » se trouve en effet chez Platon et Xénophon. Theóphilos Kaíris désirait fonder une religion dont la première caractéristique aurait été la perfection morale et spirituelle des fidèles.
Les différents ouvrages de philosophie de Kaíris, et ceux consacrés à la théosébie permettent de cerner les grandes lignes de sa pensée philosophique et religieuse. Elle reposait très fortement sur la rationalité, la réflexion et la démonstration intellectuelle. Tous ses concepts, existence de Dieu et de l'âme, ou sa morale étaient d'abord le fruit d'une démonstration rationnelle et scientifique, refusant mythes et légendes (dont la Bible faisait partie selon Kaíris).
Il démontrait l'existence d'un Dieu parfait, immuable et tout puissant. Dieu, infiniment bon et juste, était pour Kaíris le Créateur ex nihilo de toutes choses, du Monde, ensemble « des » mondes (Kaíris tient compte de ses connaissances en astronomie) tandis que l'âme est incarnée dans « ce » monde.
Il croyait en l'existence d'une âme immortelle, immatérielle et personnelle (propre à chaque individu). Elle entre dans le corps « lorsque celui-ci, en atteignant un développement suffisant, est apte à remplir les fonctions vitales ». Elle ne communique pas directement avec le corps, mais elle le modifie en même temps qu'elle se modifie elle-même en fonctionnant grâce à un fluide très subtil qui entoure les nerfs. Le cerveau n'est pas le siège de l'âme, mais son instrument. Cette âme a « conscience de ce qu'elle a fait durant la vie ». Les exégètes de Kaíris diffèrent quant à l'interprétation de cette pensée. Certains la considèrent simplement comme du mysticisme. D'autres vont plus loin, en parlant de véritable théosophie, pensant que l'âme vue par Kaíris évoluerait lentement vers la pleine possession d'elle-même à travers diverses incarnations dans diverses individualités.
Pour Theóphilos Kaíris, le bonheur était l'accomplissement de la « fin » en vue de laquelle l'individu avait été créé. Cette fin était une étape vers le but qui présidait à l'ordre du Monde. Pour l'individu, il s'agissait de se perfectionner afin d'être capable de faire partie de ceux qui vénéreraient Dieu (théosébie). Pour cela, il lui fallait vivre « en conformité avec la volonté de Dieu, en prenant ses divines perfections pour règles certaines et modèles infaillibles. » La démarche morale était alors avant tout chrétienne, le moine formé par des docteurs orthodoxes restant très présent sous le philosophe. Il fallait pratiquer « la chasteté, la prière, la pénitence, la pureté de l'esprit et du cœur, la tempérance, la résignation dans le malheur, le travail, la bienfaisance, la douceur et la longanimité, la sincérité, l'humilité, la parfaite confiance en Dieu, l'amour pour tous les hommes même ceux qui nous haïssent injustement (Φιλοσοφικά, p. 135). » Dieu accordait sa « grâce » à tous les hommes pour les aider à réaliser leur but. Accomplir ce pourquoi il avait été créé était aussi un « devoir » sacré pour l'individu, puisque fixé par la volonté divine.

### Organisation de la religion théosébiste
Un clergé était prévu pour la théosébie : les Théages ou Hièrages (saints prêtres). Ils étaient élus par un scrutin à plusieurs degrés parmi les hommes et les femmes de plus de quarante ans appartenant aux familles les plus dignes. Ils n'avaient pas à suivre de formation particulière, leur piété suffisant. Ces Théages étaient organisés en cinq catégories : Doyens ; Lecteurs ; Chantres ; Prêcheurs et Prêtres. Les femmes cependant ne pouvaient être que Lectrices ou Chantres. Pour les services religieux, Kaíris avait écrit un nouveau missel en dialecte dorien archaïque. Il inventa de nouvelles prières, de nouveaux psaumes et de nouveaux rituels,.
Il avait remplacé le « Je crois » du début du credo par un « Je sais ». L'adjectif « raisonnable » y voisinait aussi très souvent avec l'adjectif « pieux ».
Des temples inspirés du modèle antique (avec péristyle) étaient décrits par Kaíris. Ils devaient être construits dans des bosquets sacrés. La décoration intérieure devait être sobre, réduite à la représentation de vingt « actions pieuses » servant à l'édification des fidèles. Près des temples, on devait construire des écoles et des gymnases pour les garçons et les filles où ils se formeraient à la sagesse et la vertu. De plus, chaque famille devait consacrer une pièce de la maison pour s'y réunir chaque jour et y prier en commun.
Inspiré par la Révolution française et son calendrier républicain, il entreprit de créer un nouveau calendrier, qui correspondrait à sa nouvelle religion. En effet, comme il rejetait les dogmes chrétiens, il décida aussi d'en rejeter le calendrier. L'année 1801 devint alors l'année 1 du calendrier théosébiste. Il réactiva la façon antique de compter les années : ainsi, 1852 était dans le comput théosébiste l'année νλʹ (53). Il continua à diviser l'année en douze mois, dont il changea les noms pour lequel il utilisa, comme pour le reste de ses écrits religieux, une forme personnelle de la langue grecque inspirée du dialecte dorien archaïque. Ces mois comptaient tous trente jours. Les derniers jours du calendrier solaire étaient mis à part sous le nom d'« épactes ». Il n'y avait plus de semaines, mais trois décades,. Il fit disparaître toutes les fêtes chrétiennes ainsi que le dimanche (Κυριακή en grec, le jour du Seigneur), remplacé par un simple « Dixième » (jour). Il instaura quatre fêtes théosébistes, au milieu de chaque saison : Entheogona au milieu de l'automne première fête de l'année théosébiste ; Entheagona au milieu de l'hiver ; Entheobia au milieu du printemps et Entheondia au milieu de l'été. Les noms de ces fêtes ont été inventés par Theóphilos Kaíris et leur signification, même en grec, est restée obscure.
Il changea aussi l'organisation de la journée. Il divisa la « nuit et le jour » (et non le jour et la nuit) et cinq temps : « Temps de la prière » ; « Temps de l'étude et de la lecture » ; « Temps pour sa propre profession » ; « Temps pour le travail caritatif » ; « Temps du confort inévitable » (le sommeil). Ces cinq temps formaient dix heures, ou vingt demi-heures. Chaque heure comptait cent minutes et chaque minute cent secondes.
| Mois grégorien (selon T. E. Grammenos et T. Manimanis) | Mois grégorien (selon M. Portaz), | Mois théosébiste Nom grec | Mois théosébiste Nom traduit |
| ------------------------------------------------------ | --------------------------------- | ------------------------- | ---------------------------- |
| Janvier                                                | 11/24 septembre - 10/23 octobre   | Θεοσέϐιος (Theosébios)    | Pieux                        |
| Février                                                | 11/24 octobre - 10/23 novembre    | Σοφάρετος (Sopharetos)    | Sage et vertueux             |
| Mars                                                   | 11/24 novembre - 9/22 décembre    | Δίκαιος (Dikaios)         | Juste                        |
| Avril                                                  | 10/23 décembre - 8/21 janvier     | Ἅγιος (Aghios)            | Saint                        |
| Mai                                                    | 9/22 janvier - 7/20 février       | Ἀγάϑιος (Agathios)        | Bon                          |
| Juin                                                   | 8/21 février - 9/22 mars          | Σϑένιος (Sthenios)        | Courageux                    |
| Juillet                                                | 10/23 mars - 8/21 avril           | Ἁγάπιος (Agapios)         | Aimé                         |
| Août                                                   | 9/22 avril - 8/21 mai             | Χαρίσιος (Charissios)     | Plein de grâces              |
| Septembre                                              | 9/22 mai - 7/20 juin              | Μακϱόϑυμος (Makrothymos)  | Indulgent                    |
| Octobre                                                | 8/21 juin - 7/20 juillet          | Αἱώνιος (Aionios)         | Éternel                      |
| Novembre                                               | 8/21 juillet - 6/19 août          | Ἔνϑεος (Entheos)          | Divin                        |
| Décembre                                               | 7/20 août - 5/18 septembre        | Σώσιος (Sossios)          | Sauveur                      |

### Écho réel de la théosébie
Il semblerait que la théosébie ait eu un écho limité au seul monde grec. Il faut en effet tenir compte des anciens élèves de Kaíris et membres de la diaspora grecque un peu partout en Europe. Lors de son exil à Londres, Kaíris aurait eu quelques auditeurs d'origine grecque lors de ses conférences de philosophie pour l'« Association Grecque de Théosébie ». En Grèce même, les adeptes étaient les plus nombreux sur Andros bien évidemment, ainsi que sur l'île voisine de Syros. Les autres Cyclades et Athènes furent touchées dans une moindre mesure. Enfin, on en trouvait sur la côte d'Asie mineure, surtout dans la région de Magnésie. En fait, dans tous les cas, les adeptes de la théosébie se trouvaient dans des régions touchées plus ou moins directement par Kaíris, soit au cours de sa vie, soit par l'intermédiaire de ses anciens élèves.
Les détracteurs de Kaíris, principalement le journal l’Αἰών (Le Siècle), pour insister sur le danger du théosébisme, évoquaient jusqu'à 700 familles touchées sur l'île d'Andros, de très nombreux partisans à Athènes, et le « Club des Gens de Lettres » comme le centre du « Kairisme » dans la capitale. Mais, leur témoignage est sujet à caution.

### Les condamnations par l'Église orthodoxe

#### Le procès de 1839

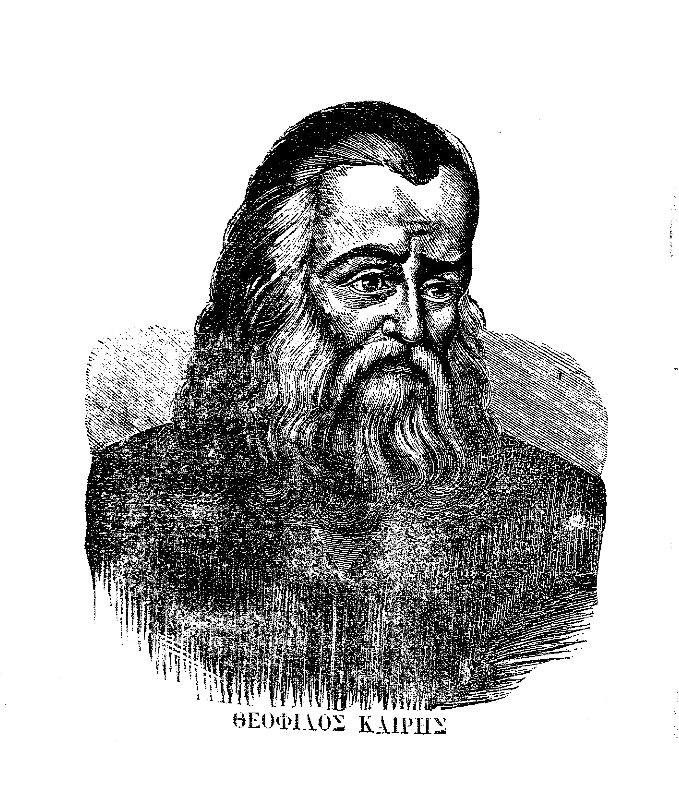
Portrait tiré de l'ouvrage d'Athanasios Goudas, Vies parallèles 1874.

En juillet 1839, le Saint Synode grec lui demanda de se justifier des diverses accusations portées contre lui : rejet de la Trinité, de la divinité du Christ et des Écritures et surtout exposer ses élèves à ses théories en contradiction avec le dogme orthodoxe. Dans un premier temps, le Synode se montra conciliant avec celui qui était alors surnommé « le Sage d'Andros » et qui inspirait en Grèce un très grand respect. Ses premières réponses ne furent pas satisfaisantes (« Je n'ai point changé de croyance, car j'ai toujours eu celles que j'ai maintenant. ») et, pour régler définitivement les choses, le Synode lui demanda en août une profession de foi. Il répondit sur la forme, mais pas sur le fond. Ainsi, il expliqua qu'il ne pouvait avoir parlé de la Trinité à ses élèves, puisqu'il enseignait la philosophie et non la théologie. Il ne répondait donc pas sur ce qu'il pensait de la Trinité. Quant aux dogmes, sa réponse ne les remet pas en cause, mais ne dit pas s'il y croit :

« Je déclare en toute sincérité que les divins dogmes de l'Église orthodoxe de Jésus-Christ et ses sacrés mystères furent et sont, pour moi du moins, impénétrables et inconcevables et que je donnerais volontiers mille vies s'il était possible qu'ils soient rendus rationnellement compréhensibles et démontrés. »
L'échange de lettres entre Kaíris et le Synode resta assez confidentiel. Mais, l'affaire devint publique quand, dans son numéro 87, le journal du « parti russe » (et donc favorable à l'orthodoxie), Αἰών (Le Siècle), publia un texte d'Ikonomos, un ancien ami de Kaíris, dénonçant ouvertement ses atteintes à la foi. Le Patriarche de Constantinople promulgua alors une encyclique condamnant le théosébisme, « doctrine ennemie du Christ ». Les métropolites de Serbie, Moldavie, Valachie et Chypre condamnèrent à leur tour le théosébisme qui faisait courir un grave danger à l'Orthodoxie.
Le 21 octobre 1839, il fut convoqué devant le Saint Synode grec. On exigea qu'il se repentît d'avoir enseigné contre le Christianisme. Sa réponse fut qu'il n'avait jamais parlé « contre » le Christianisme. Il affirmait avoir essayé d'inspirer la « vénération du divin » (« théosébie ») à ses élèves qui lui avaient demandé comment croire. Il protesta enfin du fait qu'il n'enseignait que la philosophie et non le catéchisme.
Il fut alors mis en accusation et condamné pour avoir renié sa foi et s'être « rebellé contre la Sainte Église du Christ ». Une foule se serait massée à l'extérieur du bâtiment à Athènes, réclamant la libération de « son maître, son père, le sage de la Grèce. » La sentence fut l'excommunication. Cela suscita de vives polémiques en Grèce en raison du prestige encore très grand de Kaíris. En fait, la théosébie et Kaíris servirent d'exemple. L'Église grecque était alors fragile. La déclaration d'autocéphalie ne remontait qu'à 1833. Les frapper d'anathème lui permettait de mettre en garde tous ceux qui auraient envisagé de remettre en cause son autorité. De plus, l'orthodoxie participait à la création du sentiment national grec. En professant une autre « religion » que la religion nationale officielle, Kaíris portait atteinte aux fondements d'une nation tout juste indépendante et non encore achevée. En Grèce, Église et État sont étroitement liés, tout comme le sentiment religieux et le sentiment national.

#### Enfermement et exil
La sentence ne fut pas immédiatement appliquée. Theóphilos Kaíris fut assigné à résidence dans un monastère sur Égine. Il fut ensuite déplacé au monastère de l'Evangelistria sur Skiathos où il passa quatre mois en butte aux mauvais traitements des moines. Il fut alors envoyé en mars 1840 au monastère du Prophète Élie sur Santorin. La hiérarchie orthodoxe espérait que ses séjours dans des monastères l'inciteraient à faire amende honorable. Il n'en fut rien. Le 9 novembre 1841, l'arrêt d'excommunication fut lu dans toutes les églises de Grèce,.
Il lui fut permis de quitter le territoire grec. Le gouvernement lui fournit un navire qui l'emmena à Constantinople. Il partit ensuite enseigner la philosophie à Paris et Londres. Il donnait des conférences deux fois par semaine à la communauté grecque de ces villes,. Il passa deux ans dans la capitale britannique chez un de ses anciens élèves, Laskaris Laskarides, qui finança aussi la création d'une Association Grecque de Théosébie dans cette ville,.

#### Le procès de 1853

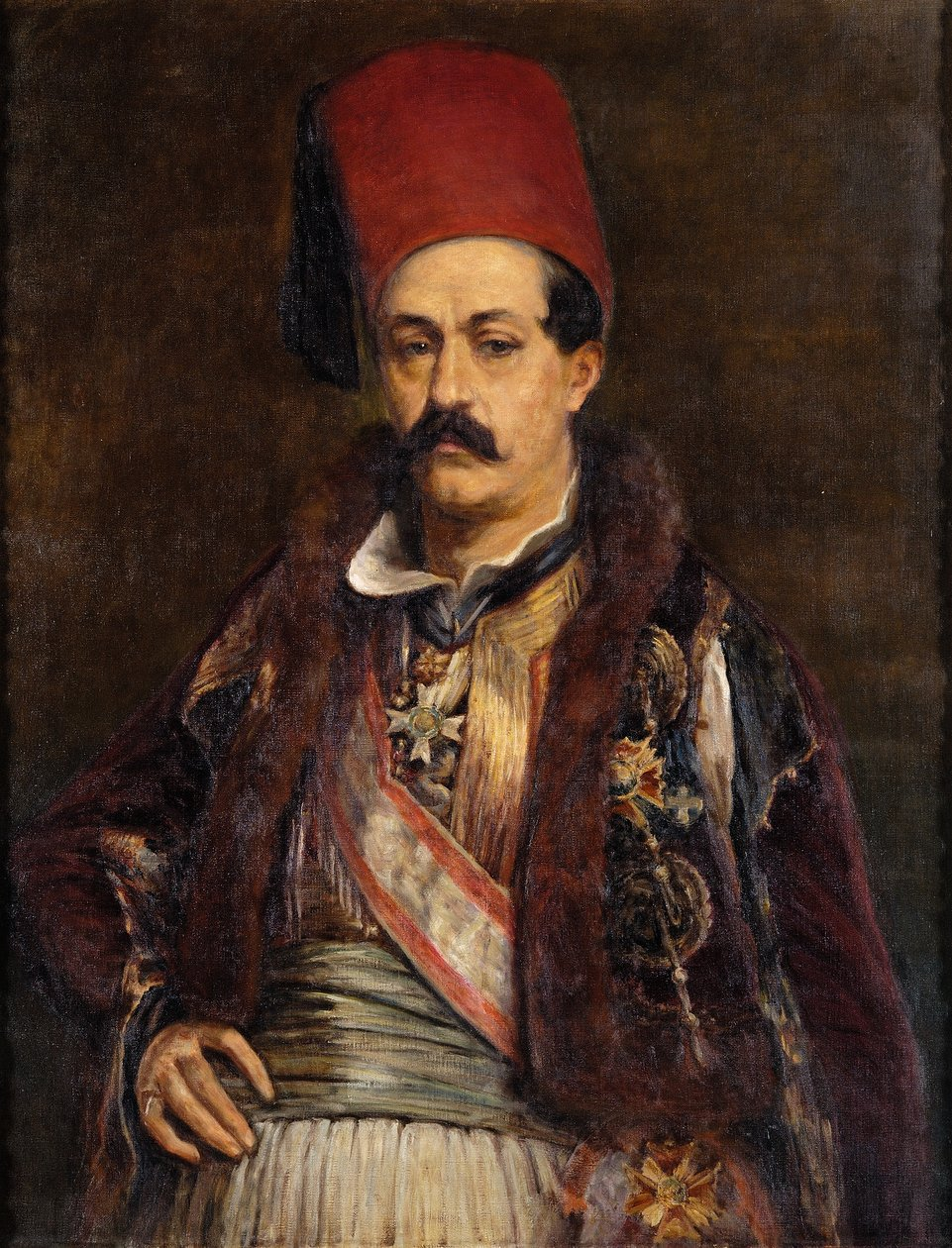
Ioannis Kolettis

Le coup d'État du 3 septembre 1843 permit la mise en place d'une constitution. Le premier ministre Ioannis Kolettis, que Theóphilos Kaíris avait connu étudiant en médecine à Pise, et son Ministre des Affaires religieuses (M. Shinas) firent alors voter une loi garantissant la liberté de conscience qui permit à Kaíris de revenir en Grèce. Le Saint Synode s'opposa le plus possible à ce retour. Il finit par céder en juillet 1844,. Kaíris s'installa sur Andros et reprit ses activités éducatives. Il n'enseignait plus qu'à quelques enfants pauvres de l'île. Il édita aussi ses livres. Il s'était fait plus ou moins oublier, hormis des autres Andriotes qui lui avaient redonné leur respect.
En 1847, Kolettis mourut et Kaíris perdit son principal protecteur. Une campagne de presse orchestrée par l’Αἰών (Le Siècle) recommença, au nom des traditions et de l'unité nationale. On lui reprochait aussi son influence sur la jeunesse grecque expatriée à Londres et Paris. Il était présenté comme un véritable danger. Le journal Ἁθηνᾶ (Athéna) tenta de contrer ces attaques en défendant celui qu'il qualifiait de « nouveau Socrate ». Ses adversaires relancèrent alors une procédure contre lui en 1852 pour prosélytisme en faveur « d'une secte non reconnue par l'État ». Il fut finalement jugé, avec quelques disciples, le 21 décembre 1852 par un tribunal civil (et non religieux) d'Ermoúpoli sur Syros.
Le vieil homme alors malade et très diminué fut condamné 150 drachmes d'amende et à deux ans et dix jours de prison. Il fut enfermé dans le lazaret du port transformé en prison. Il mourut le 10 janvier 1853 de causes naturelles. Il fut enterré sans cérémonie religieuse et sans que son frère Dimitrios, commerçant sur l'île, ne soit prévenu. Le lendemain, des fidèles menés par leurs popes le déterrèrent et lui remplirent le ventre de chaux vive afin de faire totalement disparaître son corps (et lui interdire la résurrection selon la croyance orthodoxe).

## Vers une réhabilitation

### Réhabilitation judiciaire et publique
Dès le 19 janvier 1853, l'Aréopage, l'instance juridique suprême de Grèce, révoqua la sentence prononcée par le tribunal de Syros à l'encontre de Kaíris et de ses coaccusés en considérant que le code pénal avait été mal interprété et appliqué.
La place centrale de la ville principale (Chora) d'Andros porte depuis 1912 le nom de Theóphilos Kaíris et a en son centre un buste hermaïque du philosophe. En 1991, un buste a aussi été érigé sur la place centrale d'Ermoúpoli sur Syros, par l'association des avocats de l'île.
Kostís Palamás lui consacra des vers dans La Vie immuable (1904) et écrivit des articles pour le réhabiliter à la fin du XIXe siècle.

### La bibliothèque Theóphilos Kaíris
La ville d'Andros accueille dans un bâtiment néoclassique autour de 3 000 volumes liés à Theóphilos Kaíris : sa propre bibliothèque, les livres dont il était l'auteur, des manuscrits, les lettres qu'il échangea avec des intellectuels et des érudits de l'Europe entière comme Auguste Comte, les livres sur Kaíris, des œuvres d'art et une petite collection archéologique. Parmi la trentaine de manuscrits de Theóphilos Kaíris conservés à la bibliothèque, on en compte dix portant sur la physique (cinq de physique élémentaire et cinq de physique générale) ; quatorze de mathématiques (six d'arithmétique, trois de géométrie euclidienne et cinq de mathématiques plus avancées) ; cinq d'astronomie et un de théorie mécanique.

### Ouvrages de Theóphilos Kaíris
- (en) The Orphan Asylum at Andros in Greece. Instituted and conducted by... T. Kaïris. With a collection of testimonials to T. Kaïris and letters on the working of the Asylum, 1838.
- (en) Philosophies of Theophilos Kairis : Greece's new Socrates, traduction de Peter Thetis, New York, Pageant Press, 1960.
- (el) Μέρος της εκφωνηθείσης ομιλίας υπό Θεοφίλου Καϊρη εις το εν Άνδρω Ορφανοτροφείον κατά το τέλος της σειράς των υπ' αυτού διδασκομένων μαθημάτων., Imprimerie G. Melistagos, Ermopouli, Syros, 1839.
- (el) Γνωστικὴ ἢ τῶν τοῦ ἀνθρώπου γνώσεων σύντομος ἔκϑεσις., Athènes, Imprimerie Antoniadès, 1849.
- (el) Στοικεῖα Φιλοσοφίας., Athènes, Imprimerie Irénides, 1851.
- (el) Θεοσεβών προσευχαί, και ιερά άσματα., Imprimerie Verthimer et Sindrophias, Londres, 1852.
- (el) Κοσμοσοφία: ή το Καθολικόν Αλληλέγγυον..., Bruxelles, 1856.
- (el) Φιλοσοφικά και φιλολογικά. (Travaux philosophiques et philologiques), V.P. Sekopoulos, Librairie Kadmos, Patras, 1875. Réédition en 1910.

#### Ouvrages sur Theóphilos Kaíris
- (fr) Ambroise Firmin-Didot, Notes d'un voyage dans le Levant en 1816 et 1817., Paris, 1826, p. 375-403. Firmin-Didot vécut deux mois chez Theóphilos Kaíris en 1816.
- (el) Anastasios N. Goudas, Βίοι Παράλληλοι των επί της Αναγεννήσεως της Ελλάδος Διαπρεψάντων Ανδρών (Vies parallèles), Tome 2, Athènes, 1874.
- (el) D.P. Paschalis, Theóphilos Kaíris. Une étude historique et philosophique, Athènes, 1928.
- (fr) Maximine Portaz, Essai critique sur Theóphile Kaïris : (thèse complémentaire de doctorat ès-Lettres), Lyon, Paquet, 1935
- (el) B.A.N Tatakis, Theóphilos Kaíris et la pensée européenne, Paeda, 1946.
- (el) C. Xiradakis, Evanthia Kairis (1799-1866). La première femme grecque à accéder à l'éducation, Athènes, 1956.
- (el) Yannis Karas, Theóphilos Kaíris – Konstantinos Koumas. Deux pionniers de l'enseignement dans la nation grecque, Gutenberg, 1977.
- (el) Collectif, Actes du Colloque panhellénique sur Theóphilos Kaíris. Andros, 6-9 septembre 1984. Centre de Recherches Néo-helléniques, Athènes, 1988.
- (el) C. D. Mavromatis, L'Astronomie de Theóphilos Kaíris. Premier Lycée de Volos, Thessalonique, 1989. Il s'agit de l'édition commentée d'un des premiers ouvrages de Theóphilos Kaíris datant de 1818.
- Spyridon Galanis, Theophile Kairis : la théosébie en Grèce au XIXe siècle. Athènes, 1987.
- (fr) Nadia Danova, « Une page des relations réciproques Bulgaro-Grecques au XIXe siècle : Les élèves Bulgares de Theophilos Kaïris », Balkan Studies, 1995.
- (el) K P Mandelas, O Theofilos Kaires kai o neoellenikos diafotismos. Athènes, Anoichte Pole, 2002.
- (en) E. Theodossiou, Th. Grammenos et V. N. Manimanis, « Theophilos Kairis: The Creator and Initiator of Theosebism in Greece », European Legacy, vol. 9, no 6,‎ 2004.

#### Ouvrages généraux
- (el) Collectif, Ὶστορία τοῦ Ὲλληνικοῦ Ἔθνους., tome 1, volume 2, Η Ὲλληνικὴ Ἐπανάσταση., Έκδοτικὴ Άθηνῶν A.E, 1975.  (ISBN 960213108X)
- (en) David Brewer, The Greek War of Independence : The Struggle for Freedom from Ottoman Oppression and the Birth of the Modern Greek Nation, New York, The Overlook Press, 2001, 393 p. (ISBN 1-58567-395-1)
- (fr) Wladimir Brunet de Presle et Alexandre Blanchet, Grèce depuis la conquête romaine jusqu’à nos jours, Firmin Didot, 1860
- (fr) Georges Contogeorgis, Histoire de la Grèce, Paris, Hatier, coll. « Nations d'Europe », 1992, 477 p. (ISBN 2-218-03841-2)
- (el) Parlement grec, Μητρώο Πληρεξουσίων, Γερουσαστών και Βουλευτών. 1822-1935, Athènes, Parlement grec,‎ 1986, 159 p. (lire en ligne) [PDF]